# Hindaza
Hindaza – wieś w Palestynie, w muhafazie Betlejem. Według danych Palestyńskiego Centralnego Biura Statystycznego w 2016 roku miejscowość liczyła 6040 mieszkańców.